# Дженадич, Милан
Ми́лан Джена́дич (серб. Милан Ђенадић / Milan Đenadić) — сербский гребец-байдарочник, выступал за сборную Сербии во второй половине 2000-х годов. Чемпион Европы и мира, участник и призёр многих международных регат, многократный победитель регат национального значения.

## Биография
Рос в спортивной семье, активно заниматься греблей начал уже в возрасте девяти лет. Впервые заявил о себе на национальном уровне в сезоне 1997 года, выиграв чемпионат страны в двойках на двухстах метрах в возрастной категории до 18 лет. В следующем году обзавёлся семьёй, у него родились сыновья-близнецы, из-за трудного финансового положения вынужден был работать на полной ставке заправщиком на станции в Шабаце. В 2000 году уходил из гребли, так как не мог больше совмещать работу и профессиональный спорт, однако в 2003 году вернулся и вновь приступил к серьёзным тренировкам.
В составе гребного клуба «Зорка» в 2004 году на чемпионате Сербии становился четвёртым в одиночках на двухстах метрах. В следующем сезоне занял второе место в одиночной двухсотметровой дисциплине и первое место среди четырёхместных экипажей на пятистах метрах — в этот момент привлёк к себе внимание тренеров национальной сборной.
Благодаря череде удачных выступлений в 2006 году Дженадич вошёл в основной состав сербской национальной сборной и побывал на чемпионате Европы в чешском Рачице, где, тем не менее, занял в одиночках на двухстах метрах только лишь одиннадцатое место. Позже присоединился к четырёхместному экипажу, куда также вошли гребцы Огнен Филипович, Драган Зорич и Бора Сибинкич, и удостоился права защищать честь страны на чемпионате мира в венгерском Сегеде — на дистанции 200 метров их четвёрка обогнала всех соперников, и таким образом сербский экипаж одержал победу.
В 2007 году Милан Дженадич с тем же составом в той же дисциплине одержал победу на чемпионате Европы в испанской Понтеведре и выиграл серебряную медаль на мировом первенстве в немецком Дуйсбурге, уступив на финише только титулованному экипажу из Венгрии. В 2008 году добавил в послужной список награду серебряного достоинства, полученную на европейском первенстве в Милане опять же в зачёте четырёхместных байдарок на дистанции 200 метров — в финале их обошёл только экипаж из Белоруссии. Пытался пройти отбор на летние Олимпийские игры Пекине, но не смог этого сделать, так как его основная дисциплина K-4 200 м не входила в олимпийскую программу, а в других дисциплинах была слишком высокая конкуренция.